# Engenho Novo
Engenho Novo és un barri localitzat a la Zona Nord del municipi de Rio de Janeiro.
El IDH de la regió, l'any 2000, era de 0,858: el 45 millor del municipi de Rio.
Limita amb els barris del Méier, Vila Isabel, Lins de Vasconcelos, Sampaio, Jacaré, Cachambi i Grajaú. Té 264,48 ha de superficie. Pertany a la regió anomenada Grande Méier, que engloba també els barris de la Abolição, Água Santa, Cachambi, Encantado, Engenho de Dentro, Jacaré, Lins de Vasconcelos, Méier, Piedade, Pilares, Riachuelo, Rocha, Sampaio, São Francisco Xavier i Todos os Santos. És el cinquè barri de més densitat de població del grup.
Està tallat pel riu Jacaré que es troba actualment bastant degradat per la urbanització i conseqüent contaminació.
Es tracta d'un barri estancat econòmicament ja que pateix la falta d'inversions en l'àrea. El paisatge degradat i la violència es deu a les faveles presents en el seu perímetre i voltants, a saber: Matriz, Sãn João, Céu Azul, Rato Molhado, Encontro, a més de part del Complexo do Lins. Una sèrie d'Unitats de la Policia Pacificadora es van instal·lar en el barri el 2011, però a l'inici de 2017 van ser retirades i no existeix més pacificació en les comunitats d'aquests barris, a causa de crisis del govern. Els habitatges, en general, són vells i decadents. Carrers tot just conservats i seguretat precària. Absència d'infraestructura cultural, lúdica, etc, fan que els seus habitants tinguin que desplaçar-se a Méier o a la regió de la Tijuca (barris pròxims amb millor infraestructura).

## Història

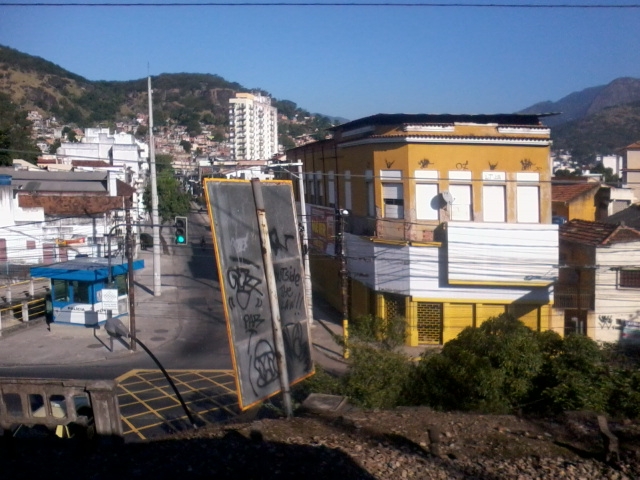
Creuament dels carrers de la Bella Vista, Silva Freire i 24 de Maig, a Engenho Novo

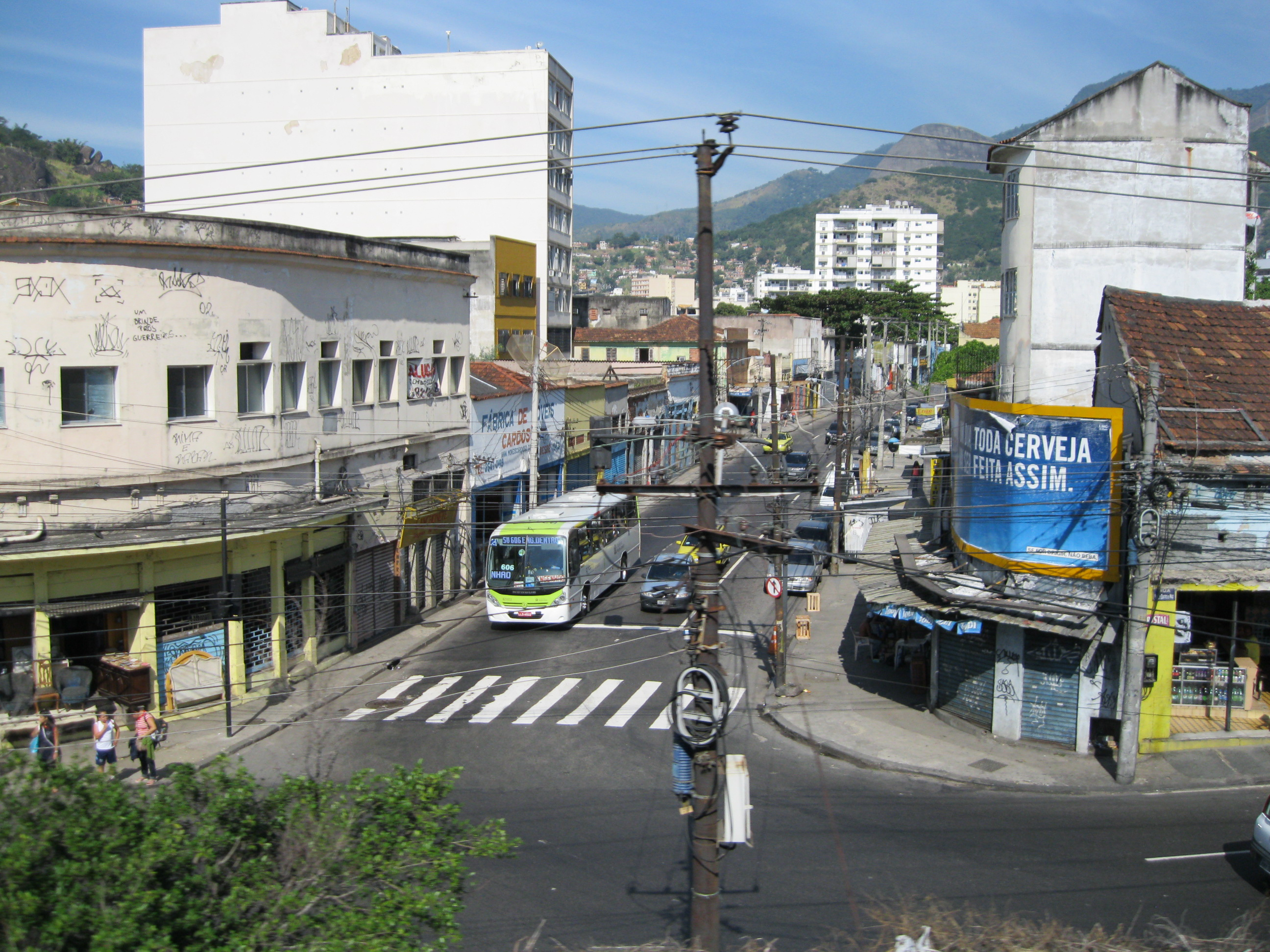
Engenho Novo

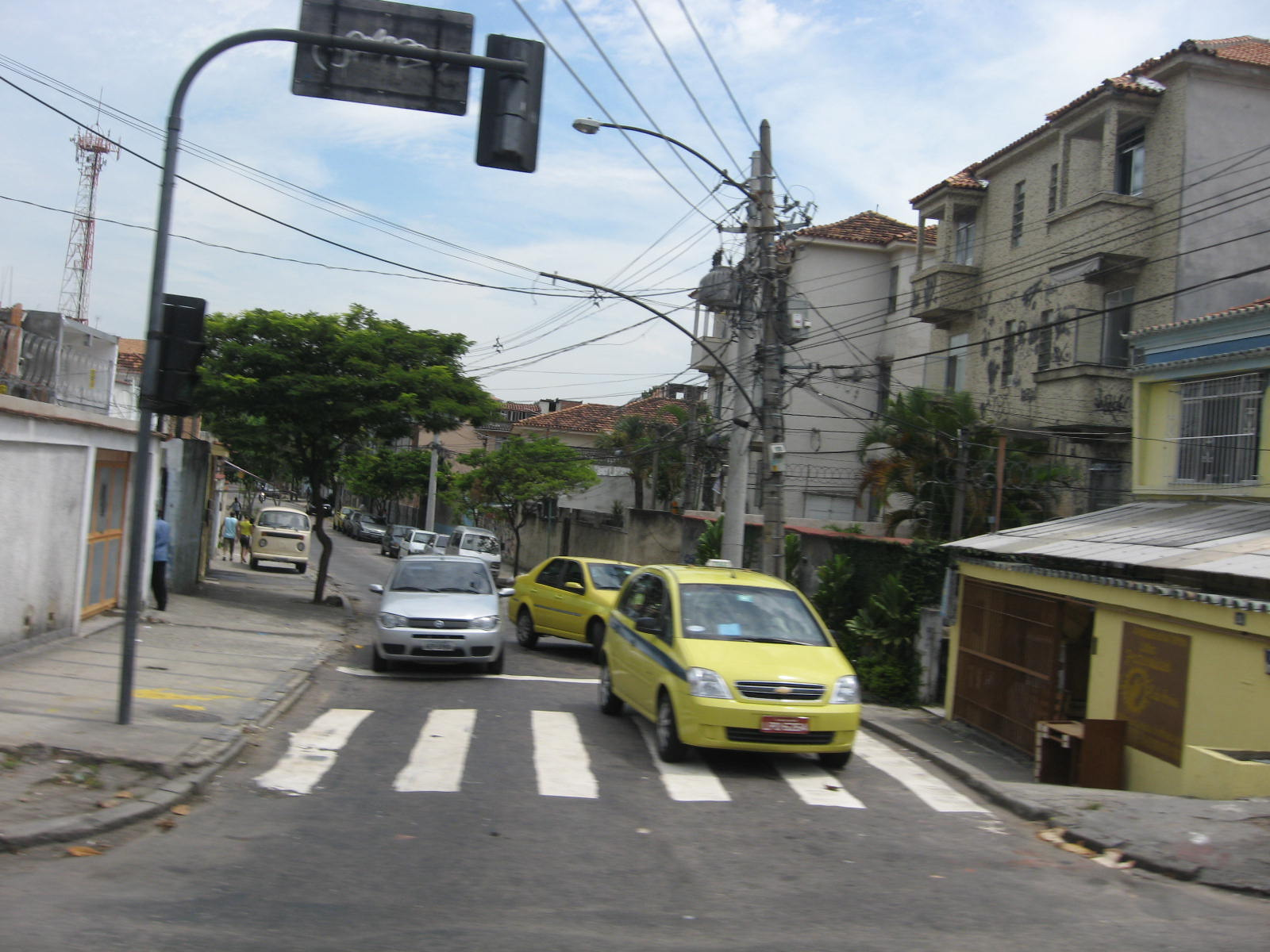
Vista del barri Engenho Nou.

L'ocupació de la regió coneguda avui com a Gran Méier va començar quan Estácio de Sá va fer donació de la Sesmaria d'Iguaçu als pares  jesuïtes. Les terres englobaven els actuals barris del Gran Méier i d'uns altres com Catumbi, Tijuca, Benfica i São Cristóvão. Allà, els jesuïtes van instal·lar tres ingenis de sucre: l'Engenho Vell, el Engenho Novo i el de São Cristóvão.

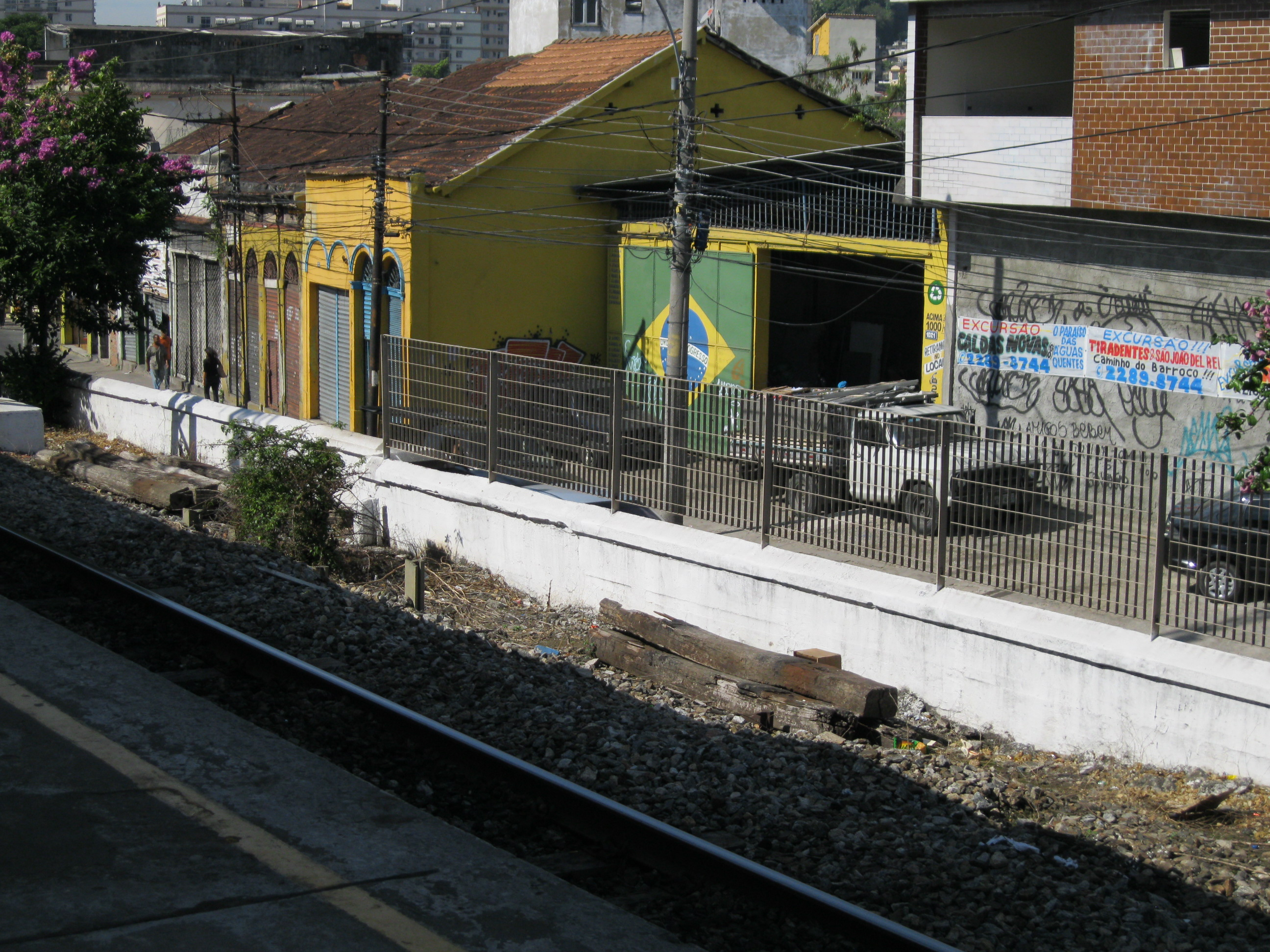
Estació d'Engenho Novo

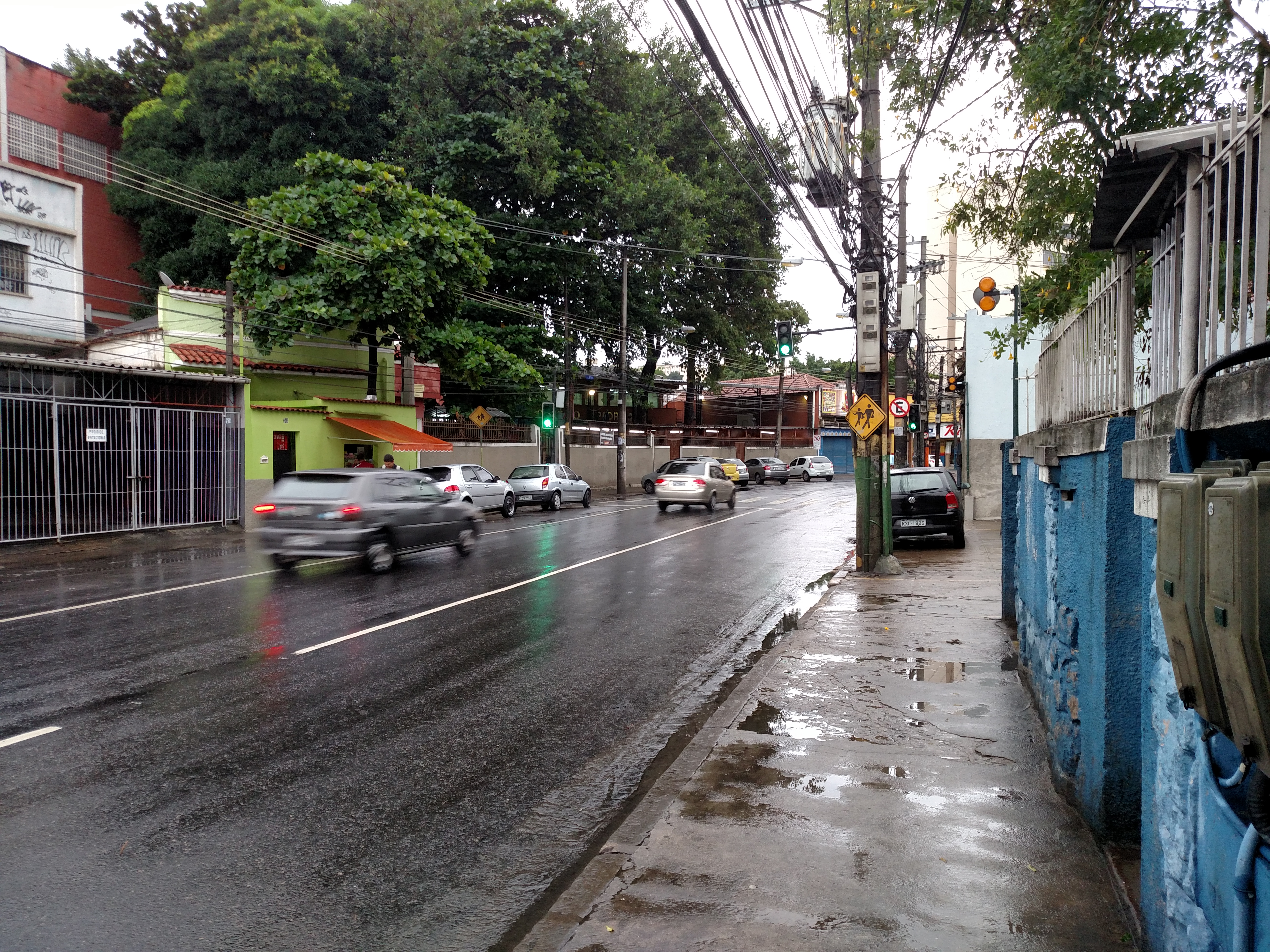
Col·legi Pedro Segundo Engenho Novo

El 1759, quan els jesuïtes van ser expulsats del Brasil, les seves terres van passar a mans de Manuel Gomes, Manuel de la Silva i Manuel Teixeira. Amb l'objectiu d'explotar la fusta i conrear hortalisses, els conreus existents van ser devastats, formant grans espais buits que permetrien l'ocupació del sòl.
Esclaus alliberats van construir habitatges precaris en el Morro dels Pretos Forros, regió actualment recorreguda per la autopista Grajaú-Jacarepaguá. Més tard, la colonització es va accelerar amb el descobriment d'or en la regió.
La Freguesia de Nossa Senhora da Conceição do Engenho Novo va ser creada el 1783, impulsant el desenvolupament de la regió. Fins al Segon Imperi es van multiplicar les granges. El comerç va anar desenvolupant-se en l'entorn dels antics ingenis sucrers.
L'estació d'Engenho Novo, oberta el 1858 pel llavors Ferrocarril Dom Pedro II, que el 1889 va passar a anomenar-se Estrada de Ferro Central do Brasil, va ser decisiva per a l'ocupació del barri. A partir d'aleshores, les terres van ser urbanitzades i els carrers (oberts en terrenys gairebé tots pantanosos) van ser sanejades.
El 1903, es va accelerar el desenvolupament de la Regió, sobretot al costat de l'estació de Méier on es va formar un sòlid comerç.

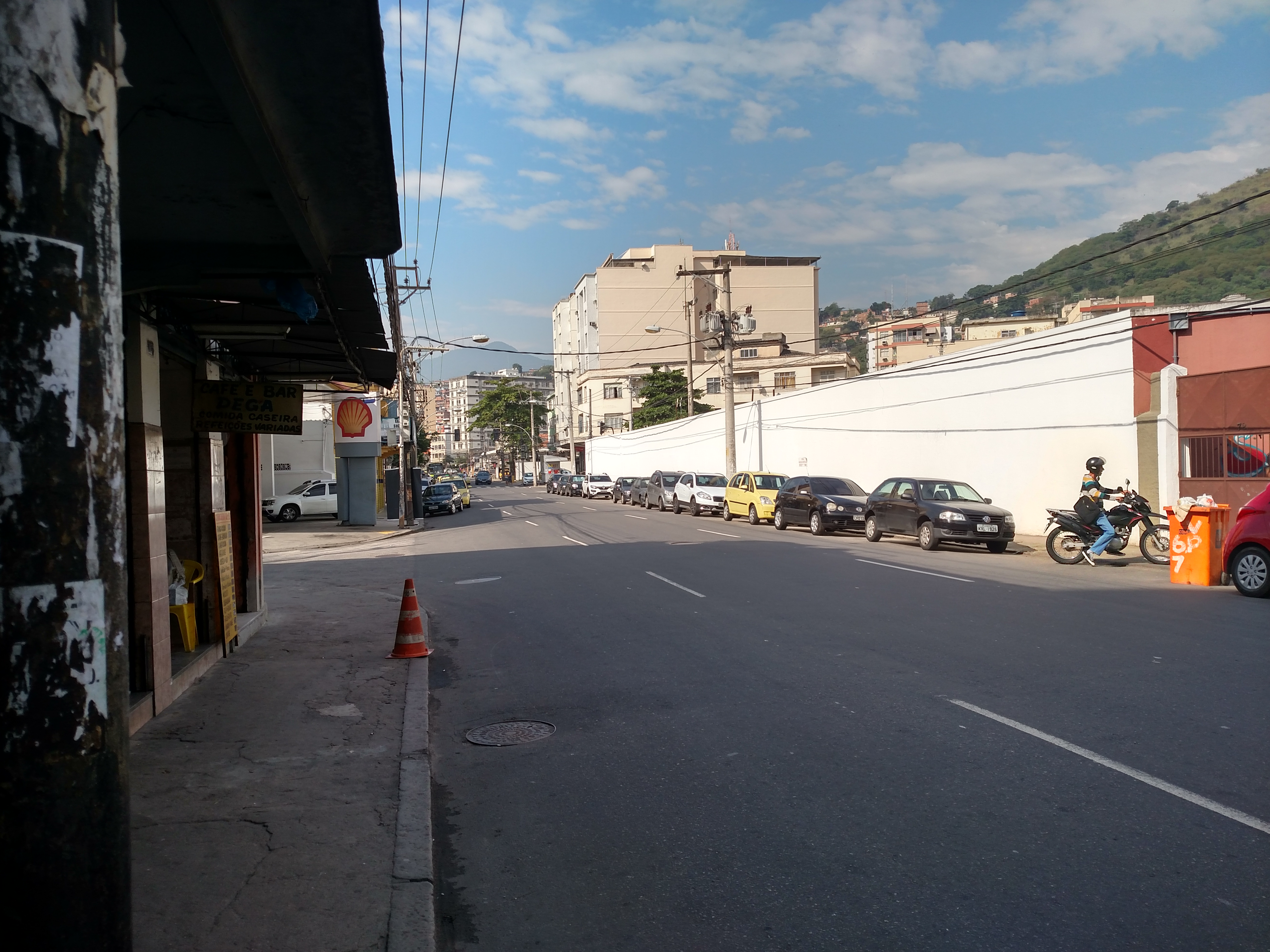
Carrer Barão del Bom Retiro a prop del numero 726

## Cultura
El grup de pagode de viola Revelação va sorgir en aquest barri en l'inici de la dècada de 90, sent avui un dels grups de més èxit del Brasil.